# Uherský Brod
Uherský Brod ˈuɦɛrskiː ˈbrot (in tedesco Ungarisch Brod, in ungherese Magyarbród) è una città nella regione di Zlín nella Repubblica Ceca. Si trova nella Moravia sud-orientale nell'altopiano di Vizovice (Vizovická vrchovina) ai piedi dei Carpazi Bianchi (Bílé Karpaty). La cittadina era altrimenti conosciuta, durante il dominio asburgico, con il nome tedesco Ungarisch Brod o con l'equivalente ungherese Magyarbrod. Fa parte della regione storica della Slovacchia morava.

## Storia
Uherský Brod viene citata per la prima volta in un documento del 1140 con il nome di Brod, ad indicare il guado sul fiume Olšava. Nel 1272 Ottocaro II la promosse a città reale, status che perse nel 1509 quando Ladislao II la donò a Giovanni da Kunovice (Jan z Kunovic) che fece costruire il municipio e il palazzo signorile, questo fu anche un periodo di grande sviluppo economico della città. A cavallo tra il XVI e il XVII secolo visse la sua infanzia a Uherský Brod il teologo e pedagogo Jan Amos Komensky, detto Comenio. Nel XVII secolo, le incursioni ungheresi prima e successivamente la guerra dei Trent'anni durante la quale la città venne in gran parte distrutta e furono banditi gli abitanti protestanti, posero fine alla fase di crescita.
Nel XVIII crebbero le comunità tedesca ed ebrea cittadine.
Nel 1936 la creazione di uno stabilimento di armi, l'attuale Česká Zbrojovka Uherský Brod nella città pose le basi per il moderno sviluppo industriale della città e della regione.

## Località
- Havřice
- Maršov
- Těšov
- Újezdec

## Amministrazione

### Gemellaggi
- Naarden
- Gierałtowice
- Gyula
- Lengyeltóti
- Nové Mesto nad Váhom